# Asilus servillei
Asilus servillei là một loài ruồi trong họ Asilidae. Asilus servillei được Macquart miêu tả năm 1834. Loài này phân bố ở vùng Tân nhiệt đới.